# Duo Tsuyuki & Rosenboom
Das Duo Tsuyuki & Rosenboom ist ein Klavierduo, bestehend aus der japanischen Pianistin Chie Tsuyuki und dem deutschen Pianisten Michael Rosenboom. 

## Leben
Das Duo gründete sich 2009 in Hannover, wo beide Musiker, die auch privat ein Paar sind, seitdem überwiegend leben.
2010 gewann das Duo im „International Piano Duo Competition Tokyo“ den ersten Preis sowie den Preis der Firma Kawai.

## Diskographie
- Franz Liszt, Symphonische Poeme für Klavier zu vier Händen – Odradek 329 (2018)